# Juttadinteria attenuata
Juttadinteria attenuata är en isörtsväxtart som beskrevs av Walg. Juttadinteria attenuata ingår i släktet Juttadinteria och familjen isörtsväxter. Inga underarter finns listade i Catalogue of Life.